# John Mathews

John Mathews

John Mathews (* 1744 in Charleston, Province of South Carolina; † 17. November 1802 ebenda) war ein US-amerikanischer Politiker und Gouverneur von South Carolina.

## Unabhängigkeitsbewegung
John Mathews besuchte die „Middle Temple“ Schule in London. Nach seiner Rückkehr in die damals britische Kolonie South Carolina wurde er 1772 in das koloniale Parlament gewählt. In den Jahren 1775 und 1776 war Mathews Delegierter auf zwei Provinzialkongressen, auf denen über die Zukunft von South Carolina beraten wurde. Von 1776 bis 1780 war er Abgeordneter im Parlament von South Carolina; zwischen 1777 und 1778 fungierte er als Präsident dieses Gremiums. Gleichzeitig war er zwischen 1778 und 1781 noch einmal Delegierter auf dem Kontinentalkongress. Dort stimmte er im Namen von South Carolina den Konföderationsartikeln zu. Das war die bis 1788 gültige erste Version der US-Verfassung. Zwischenzeitlich nahm er auch als Captain am militärischen Geschehen des Unabhängigkeitskrieges teil.

## Gouverneur von South Carolina
Nach dem Rücktritt von John Rutledge vom Amt des Gouverneurs wurde Mathews zu dessen Nachfolger gewählt. Er absolvierte nur eine einzige Amtszeit, die am 31. Januar 1782 begann und am 4. Februar 1783 endete. Am Beginn seiner Amtszeit wurden die Briten gerade aus South Carolina vertrieben. Dort wurde nun ein Gesetz gegen die Loyalisten, die Anhänger der britischen Krone, erlassen, wonach diese aus dem Staat ausgewiesen und ihr Eigentum eingezogen wurde.
Nach dem Ende seiner Amtszeit wurde er 1784 noch einmal Abgeordneter im Repräsentantenhaus von South Carolina. Bis 1797 war er Richter an verschiedenen Gerichten. Danach zog er sich aus dem öffentlichen Leben zurück, er starb im November 1802.